# Moulin de Crémeur
Le moulin de Crémeur, dit moulin du Diable, est un moulin à vent situé sur la commune de Guérande, dans le département français de la Loire-Atlantique, au lieu-dit de Crémeur, terme courant en toponymie bretonne, issu du breton krec'h signifiant « hauteur, promontoire ». Il est inscrit au titre des monuments historiques depuis 1901.

## Présentation
Le moulin daterait de la fin du XVe siècle, époque à laquelle la seigneurie de Crémeur appartient à Tristan de Carné (1476-1536), nommé capitaine de ville de Guérande par la duchesse Anne de Bretagne en 1513.
Moulin de type petit pied breton qui lui permet de mieux prendre le vent, il est équipé d'ailes à toiles ainsi que d'un guivre pour le mettre face au vent. Si le moulin a une fière allure, il ne possède plus de mécanisme.
Il a dû s'arrêter fin XVIIIe siècle avant d'être restauré dans les années 1980.

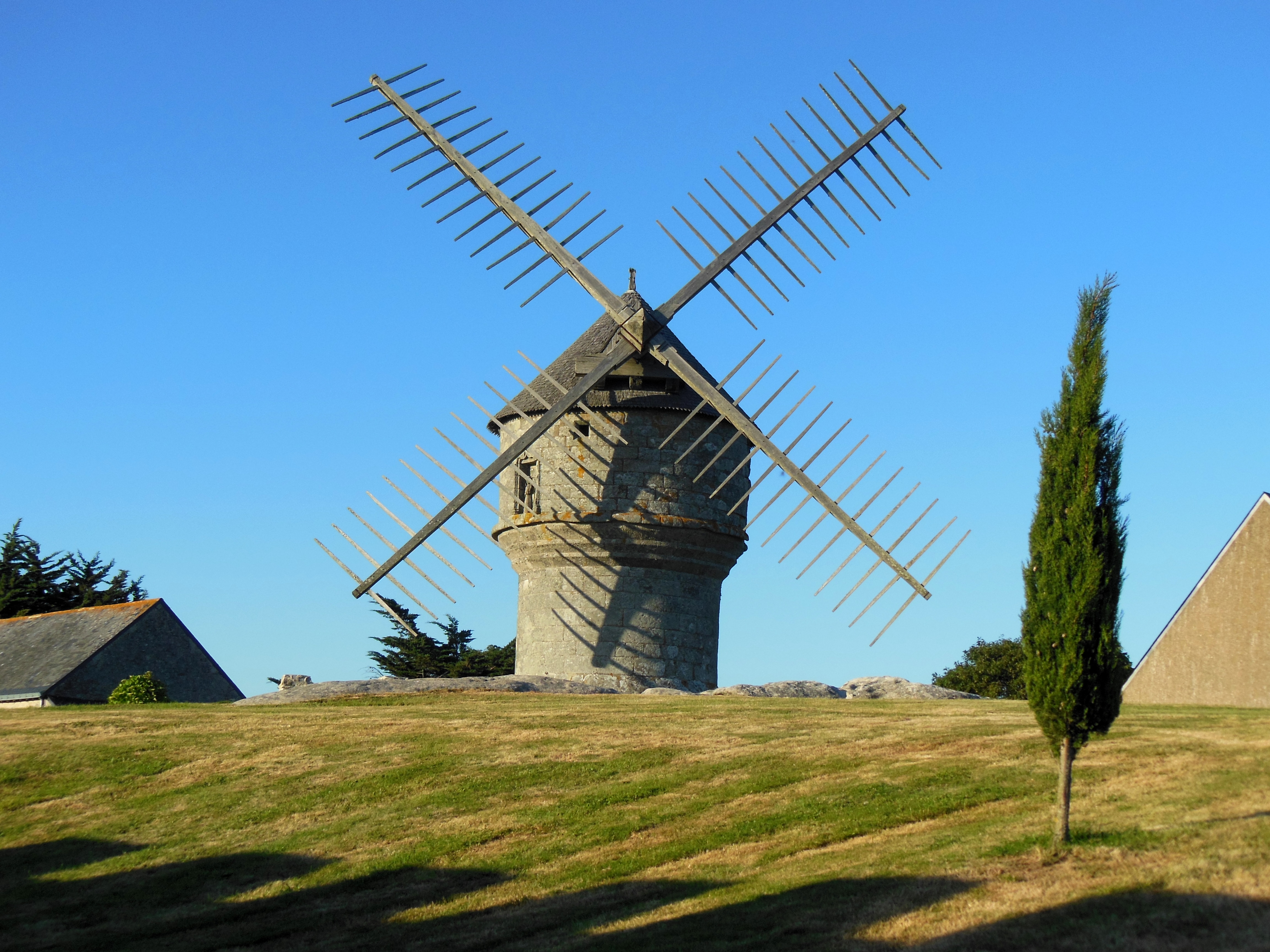
Le moulin à vent restauré.
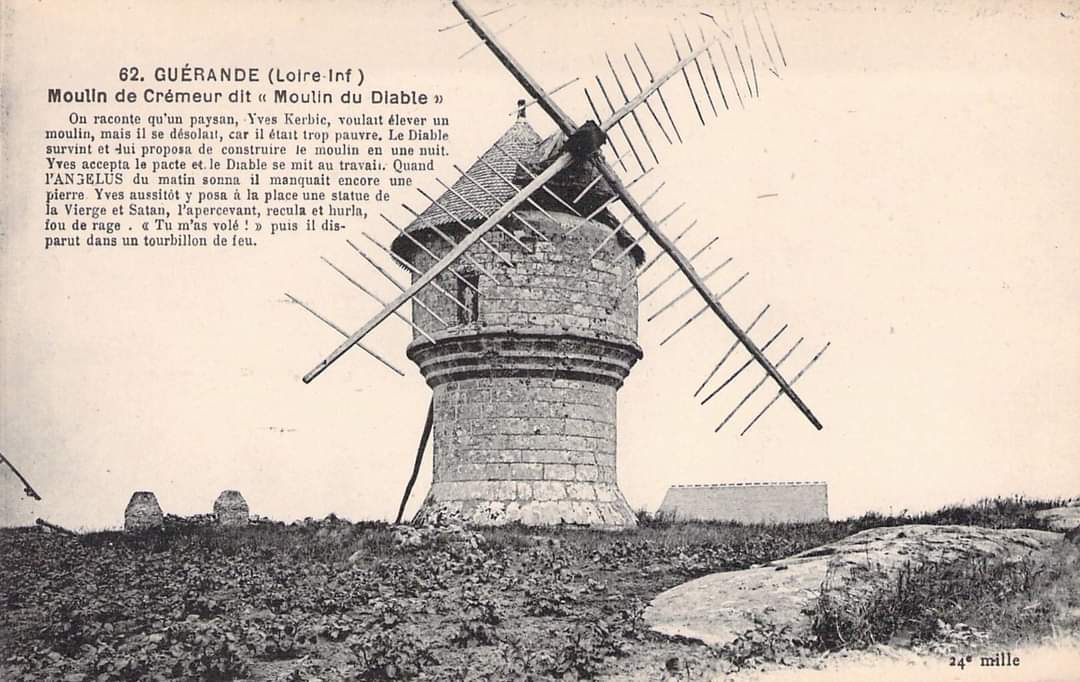
Carte postale ancienne mentionnant la légende associée au moulin.

### La légende
Le moulin de Crémeur est connu principalement pour sa légende qui lui vaut le surnom de « moulin du Diable ». Cette légende raconte qu'Yves Kerbic voulait édifier un moulin mais qu'il était trop pauvre. Le Diable passant lui proposa un pacte : « Je te bâtirai ton moulin en une nuit si tu me donnes ton âme ». Yves y consentit et le Malin se mit à l'ouvrage toute la nuit. À l'angélus du matin, la dernière pierre manquait. Le meunier rusé s'empressa de poser dans une niche une statuette de la Vierge et fit un signe de croix. Plein de rage, Satan recula : « Tu m'as volé ! » hurla-t-il et disparut dans un tourbillon de feu.

### Représentation
Un des vitraux de la chapelle de Pen-Bron, sur la commune de La Turballe, représente le moulin de Crémeur.

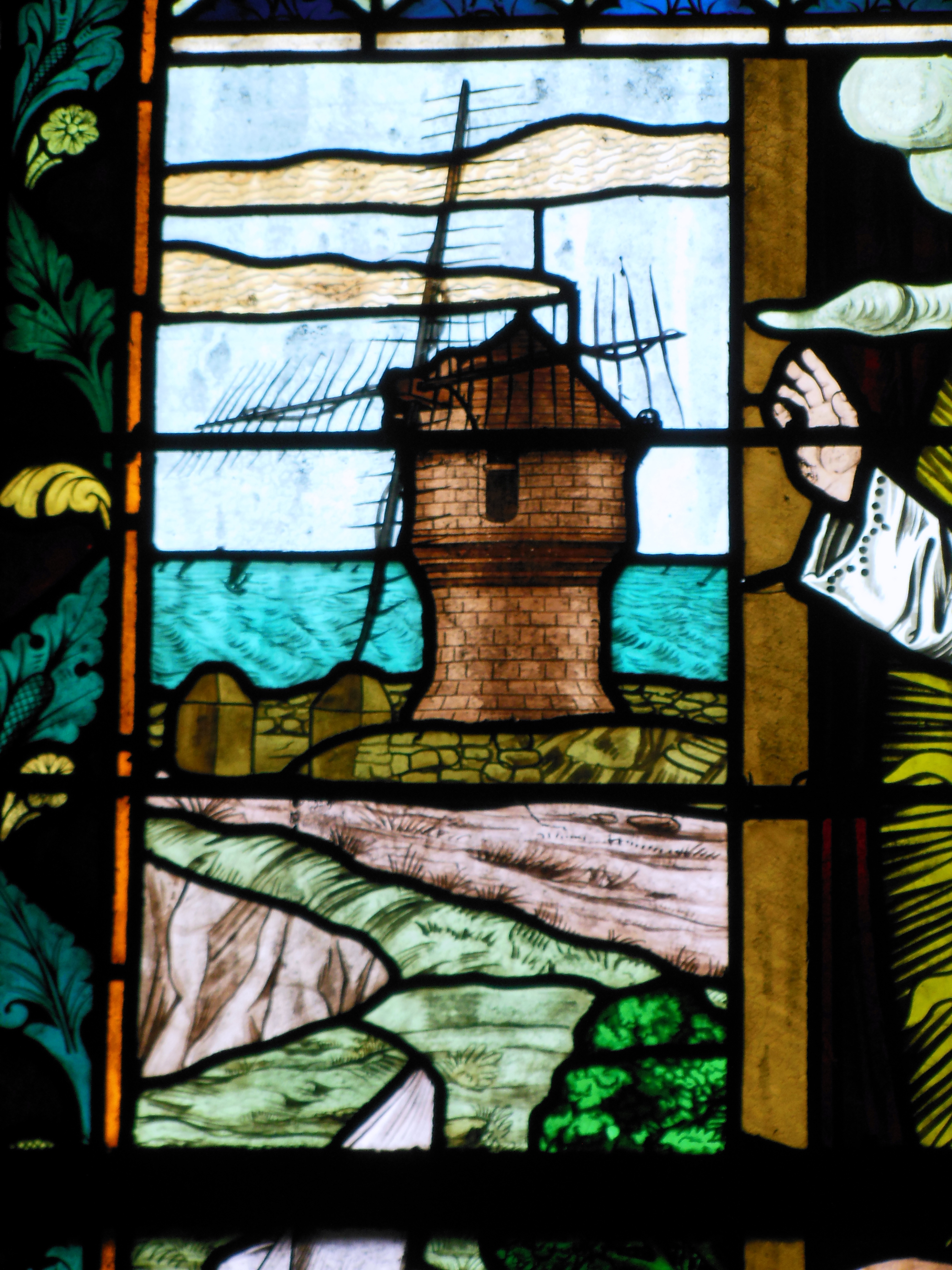
Le moulin de Crémeur, détail d'un vitrail de la chapelle de Pen-Bron